# Jean André Lepaute
Jean André Lepaute (francès: Jean-André Lepaute)  (Thonne-la-Long, 13 de novembre de 1720 - Saint-Cloud, 11 d'abril de 1789) fou batejat el 13 de novembre de 1720 a Thonne-la-Long (Meuse), fou un important rellotger francès del segle xviii.

## Biografia
Arribat molt jove a París, el 1740, Jean-André es va fer ràpidament un nom gràcies a la realització de diversos rellotges públics monumentals. : Palau de Luxemburg, Castell de Bellevue , Castell de Ternes o l’ Escola Militar en particular.
És autor d'un gran nombre d’invents i innovacions importants, inclòs l'escapament de passadors. Va construir per al castell de La Muette i el Palau de Luxemburg el primer rellotge horitzontal en què les rodes dentades es col·loquen una al costat de l’altra, en el mateix pla horitzontal. El principal avantatge d’aquest nou arranjament és que té un impacte molt inferior de desgast i millora el bon funcionament del rellotge. Aquest treball li va permetre gaudir d'un allotjament que li pogués servir d’estudi al mateix Palau de Luxemburg.
El 1748 va contraure matrimoni amb la filla de l'agregat de la reina vídua d'Espanya, allotjada al Palau de Luxemburg, l'astrònoma i matemàtica, Nicole Reine Étable (1723-1788), que faria càlculs complexos no només per Joseph Jérôme Lalande sinó també per a ell.
Jean-André es va fer amic de l’aparellador Alexis Claude Clairaut i de l’astrònom Jérôme Lalande, que l'introduïren a un món conreat i ric. Va rebre el títol de rellotger del rei i va ser nomenat membre de la comissió per a la mesura del temps.
Per ampliar el seu taller, va deixar el Palau de Luxemburg i es va traslladar a Saint Cloud; el 1748 va demanar al seu germà Jean-Baptiste que s'unís a ell.
El 1752 van construir un rellotge d’una roda que marcava les hores, els minuts i els segons que presenten a Lluís XV.
El 1753 van reclamar l'autoria de l'escapament de repòs aplicable a tots els rellotges de Beaumarchais, cosa que els va valer una demanda amb aquests últims.
El 1755, Jean-André va ser nomenat mestre rellotger i va compondre un tractat sobre rellotgeria que havia de ser una referència durant molt de temps i per a la redacció del qual va ser ajudat per l'astrònom Jérôme Lalande.
Va rebre el títol de rellotger del rei i va ser nomenat membre de la comissió del sistema del temps.
Per ampliar el seu taller, va deixar el Palau de Luxemburg i es va traslladar a Saint Cloud ; el 1748 va demanar al seu germà Jean-Baptiste que s'unís a ell.
- El 1752 van construir un rellotge d’una roda que marcava hores, minuts i segons que van presentar a Louis XV .
- El 1753 van reclamar l'escapament en repòs aplicable a tots els rellotges de Beaumarchais, cosa que els va valer una demanda amb aquests últims.
- El 1755, Jean-André va ser acceptat com a mestre rellotger i va compondre un tractat sobre rellotgeria que havia de ser una obra de referència durant molt de temps[9] i per a la redacció del qual va ser ajudat per l'astrònom Jérôme Lalande.
- El 1772 van produir, entre altres obres monumentals, el rellotge de la Reial Escola Militar de París.

Cap al 1760, els dos germans van portar dos dels seus nebots a París : Pierre Henry (fill de la seva germana Élisabeth i Jean Henry) i Pierre-Basile Lepaute (fill del seu germà gran Jean Joseph, i un temps associat amb un dels seus nebots també anomenat Jean-Joseph). Aquests els van ajudar i després van continuar el negoci familiar. La torxa la van agafar els seus respectius fills, que van continuar fent rellotgeria, però també van treballar per a la construcció de llanternes de fars.
Jean-André és l’oncle de Joseph Lepaute Dagelet (1751 - mort el 1788), astrònom, rellotger i científic, membre de l'expedició de La Pérouse (1785-1788).

## Publicacions
- Traité d'horlogerie : contenant tout ce qui est nécessaire pour bien connaître et pour regler les pendules et les montres, la description des pièces d'horlogerie les plus utiles, des répétitions, des équations, des pendules à une roue, &c. celle du nouvel échapement, un traité des engrénages, avec plusieurs tables, & XVII planches en taille-douce : augmenté de la description d'une nouvelle pendule policamératique, in-4°, Paris, 1755
- Descriptions de plusieurs ouvrages d'horlogerie, in-12°, Paris, 1764.

## Galeria

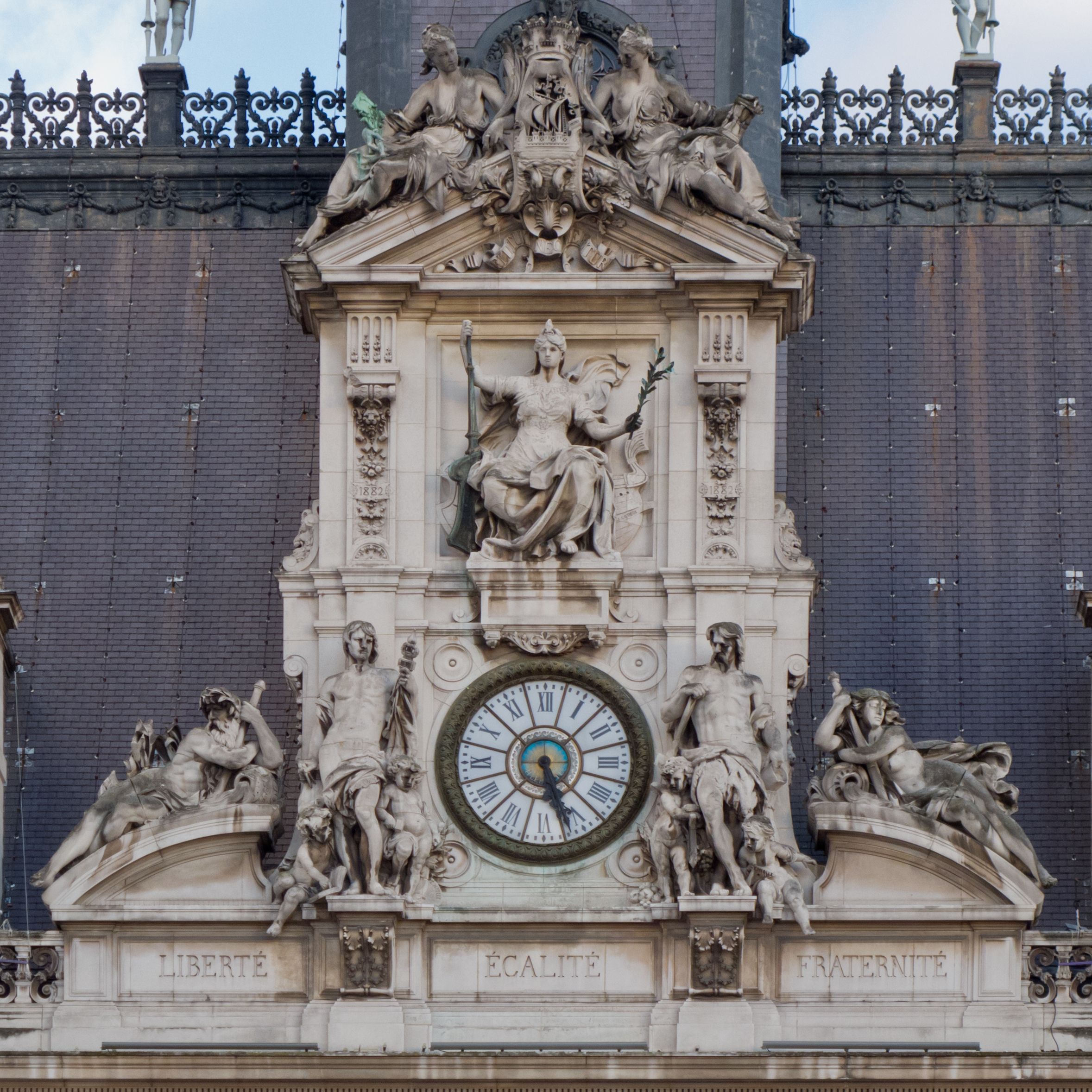
Hôtel de ville de Paris.
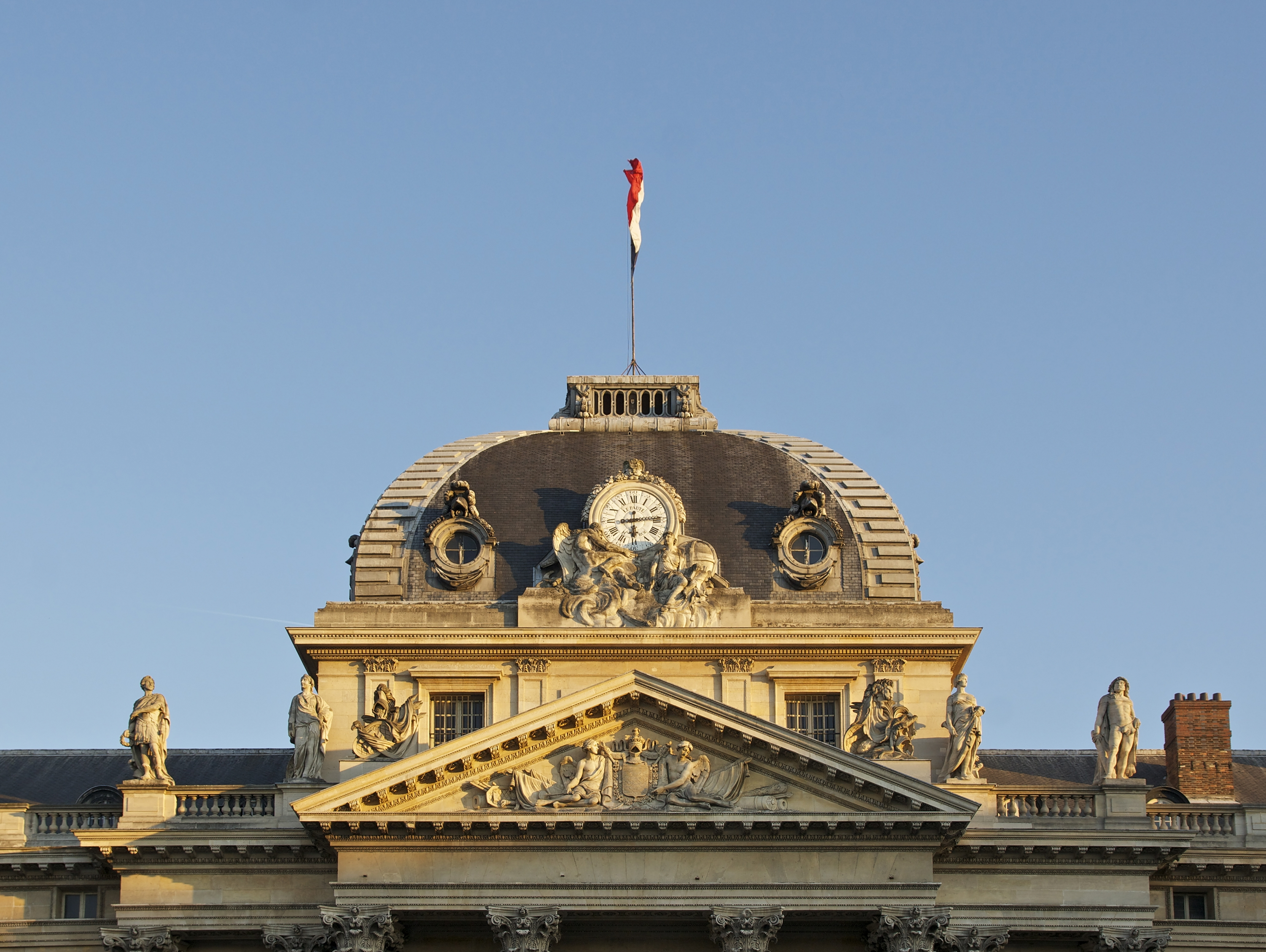
École militaire de Paris.
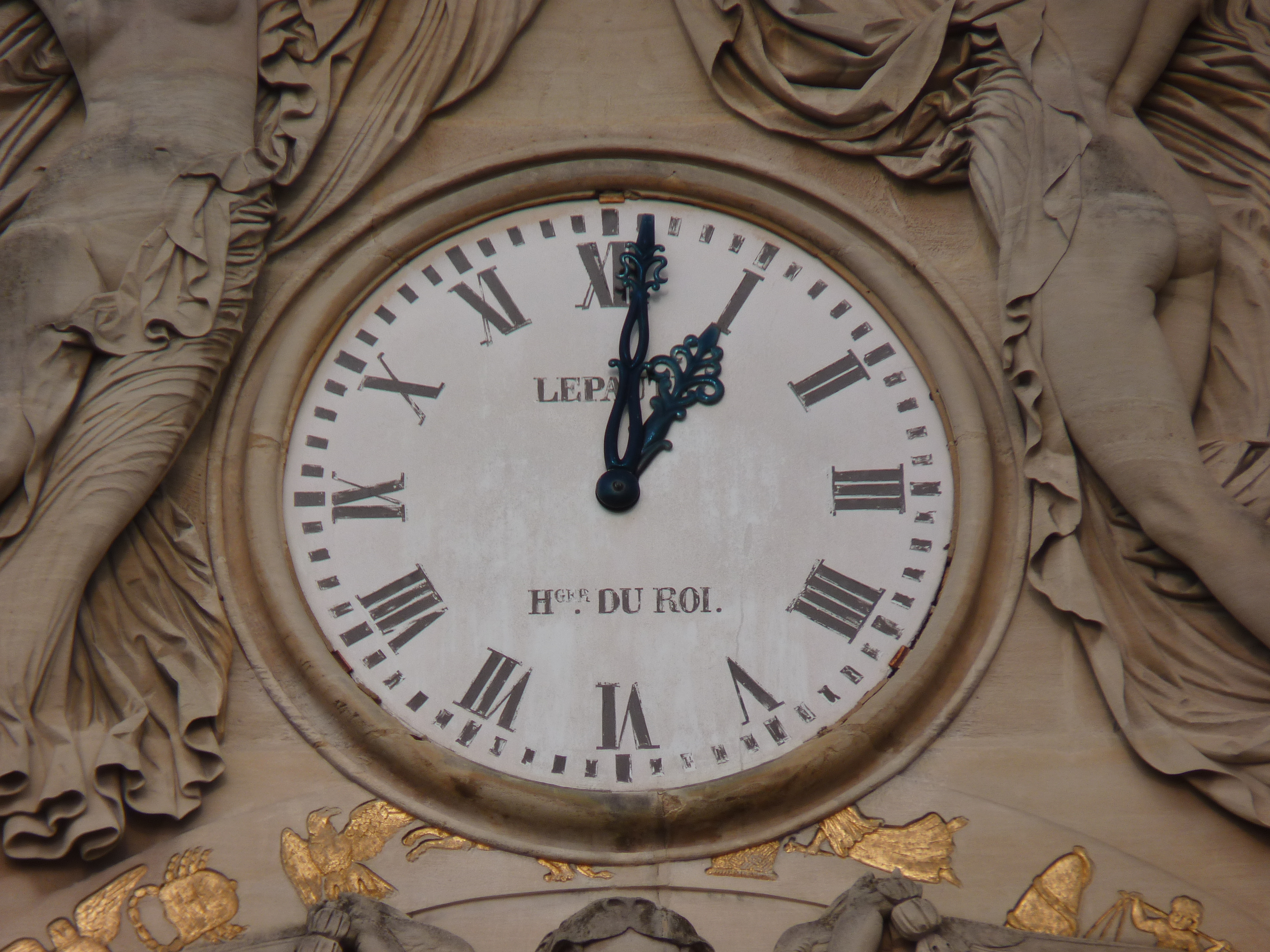
Palais du Luxembourg.
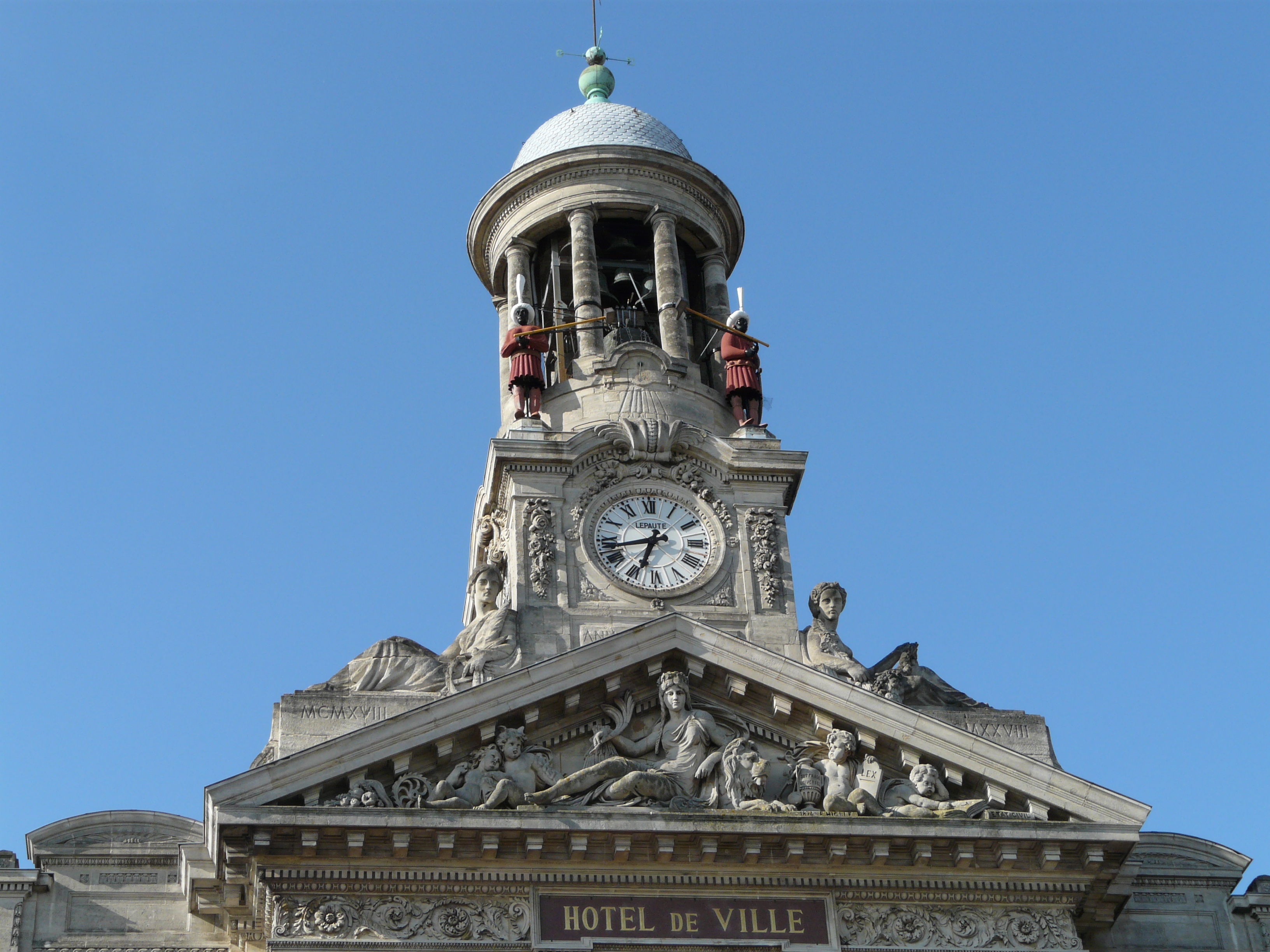
Hôtel de ville de Cambrai.
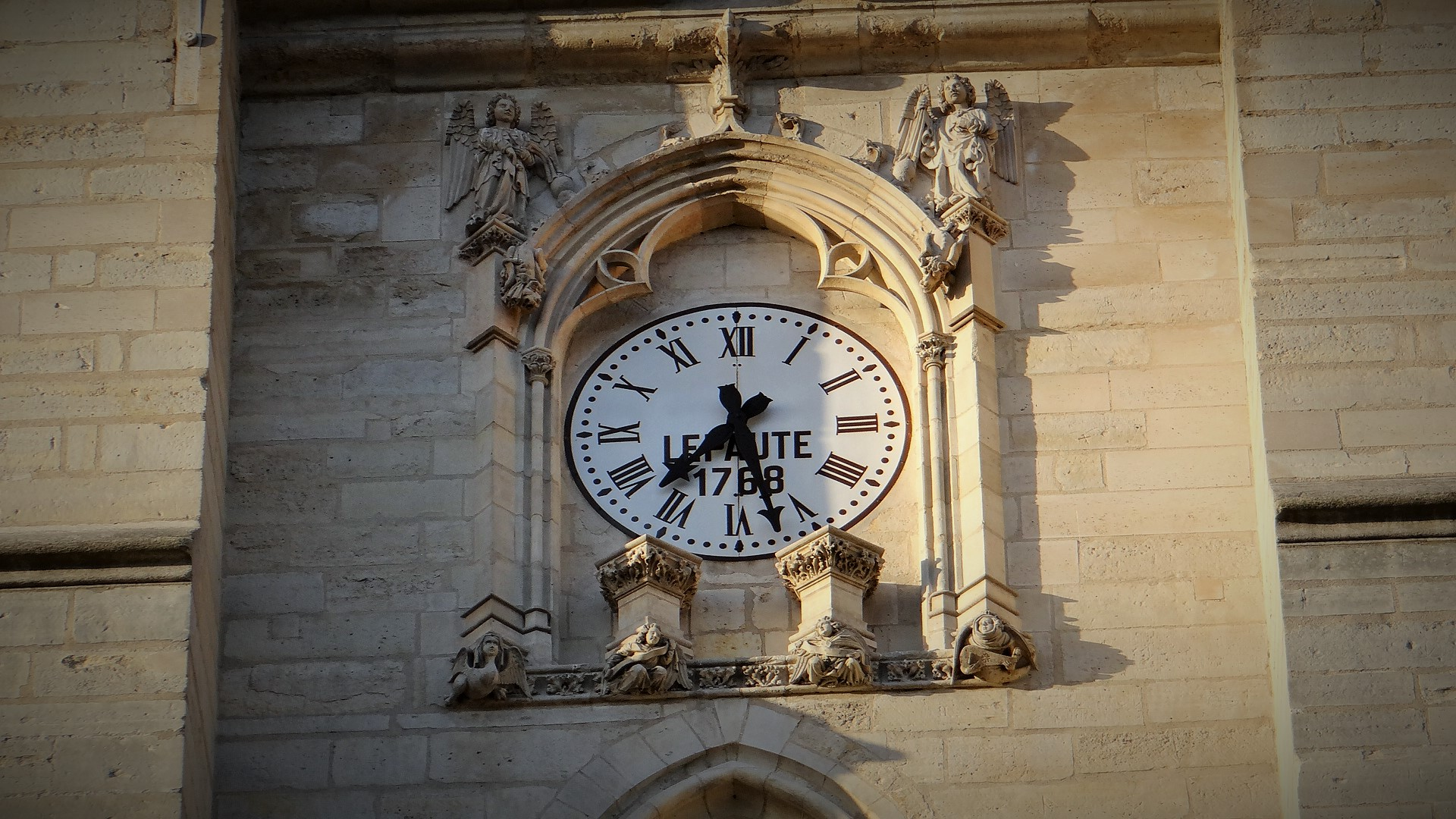
Château de Vincennes.